# Спорадичні бої
Спорадичні бої  — періодичні локальні військові бої, що циклічно відбуваються на певній території. Характеризуються несистемністю та нестабільною інтенсивністю. Спорадичні бої є досить мало масштабними за кількістю військових сил, що беруть участь у них у кожний момент часу, але якщо вони тривають довгий час, то здатні завдавати значних втрат протиборчим сторонам за результатами багатьох бойових зіткнень. Спорадичні бої справляють виснажливу дію на сторони конфлікту. Класичним прикладом військового конфлікту, в якому спорадичні бої відіграли вирішальну роль, є Війна на виснаження між  Єгиптом та Ізраїлем в 1967–1970 роках. Також значну роль спорадичні бої відігравали в югославських війнах.     